# X³: Reunion
X³: Reunion è un videogioco di simulazione spaziale pubblicato nel 2005 per PC, dove il giocatore può giocare per un tempo teoricamente infinito, non essendo obbligato dal gioco a seguire la trama in modo immediato; in pratica il giocatore può scegliere se seguire le missioni del gioco appena gliene si presenta una, oppure può fare qualsiasi cosa nell'universo immenso nel quale si trova.
Il giocatore può lanciarsi in guerre intergalattiche o commerciare liberamente con 5 diverse razze.
A questo videogame sono stati attribuiti diversi mod, uno di questi è X-Tended, con le sue 7 versioni, il quale è stato anche adottato dalla Egosoft.

## Trama
La trama di X³: Reunion è il continuo del suo predecessore, X²: La minaccia, che vede come protagonista Julian Brennan.
Julian accetta di aiutare il suo amico Ban Danna ad addestrare giovani piloti al combattimento, a causa delle grandi perdite dell'esercito Argon dagli attacchi Kha'ak. Procedendo con la trama, si va alla ricerca di un arterfatto lasciato dagli Antichi, che può essere la chiave per creare un portale che porti alla Terra.

## Novità rispetto a X²: La minaccia
- Ribilanciamento del combattimento e del commercio.
- Rinnovamento della grafica.
- Possibilità di giocare con degli start senza trama(umile mercante, assassino indebitato, ecc.) che non sia Custom Galaxy.
- Complessi per stazioni, che permette di unire le stazioni e mettere in comune le risorse.
- Nuove astronavi per alcune razze.
- Due nuove razze

## Astronavi

### Classi delle astronavi
- M1: grande astronave lenta, dotata di potenti scudi e con un buon armamento. Può trasportare decine di caccia nei propri hangar.
- M2: grande astronave da battaglia lenta e potente. Viene utilizzata contro altri Capital(M1,M2,TL).
- M3: caccia pesante.
- M3+: caccia poco più grande e potente del caccia M3 normale. Disponibile dalla patch 2.0
- M4: caccia di media potenza.
- M5: ricognitore.
- M6: corvetta, astronave ben più grande e potente dei caccia. Può contenere un ricognitore nell'hangar.
- M7: fregata, corvetta molto potente. È disponibile solo l'Hyperion Paranid ed è disponibile dalla versione 2.0 in poi.
- TL: grande astronave con un'enorme stiva destinata a contenere stazioni da costruire.
- TS: astronave da carico.
- TP: variante del TS, è destinato al trasporto di passeggeri.

Versioni delle astronavi:
- Sentinel: versione più lenta. Dispone di uno scudo in più rispetto al modello di base.
- Vanguard: versione più equilibrata. Si differenzia dalla versione di base dal maggior energia negli scudi e nelle armi.
- Raider: versione più veloce. Dispone di uno scudo in meno rispetto al modello di base.
- Hauler: versione con maggior stiva e leggermente più lenta del modello base.
- Tanker: versione più lenta e con maggior stiva del transporter base.
- Super cargo: modello simile al tanker, solo leggermente più veloce e con meno stiva.
- Super cargo XL: versione più lenta rispetto al super. È il trasporter con maggior stiva.
- Miner: versione con di serie l'equipaggiamento per il minaggio mobile.

### Astronavi di ogni razza

#### Argon
- M1: Colossus
- M2: Titan
- M3: Nova (base, vanguard, raider e sentinel)
- M3+: Eclipse
- M4: Buster (base, vanguard, raider e sentinel)
- M5: Discoverer (base, vanguard, raider e hauler)
- M6: Centaur
- TL: Mammoth
- TS: Mercury (base, tanker, hauler e super cargo)
- TP: Express

#### Boron
- M1: Shark
- M2: Ray
- M3: Barracuda (base, vanguard, raider e sentinel)
- M4: Mako (base, vanguard, raider e sentinel)
- M5: Octopus (base, vanguard, raider e sentinel)
- M6: Hydra
- TL: Orca
- TS: Dolphin (base, tanker, hauler e super cargo)
- TP: Manta (base e hauler)

#### Paranid
- M1: Zeus
- M2: Odysseus
- M3: Perseus (base, vanguard, raider e sentinel)
- M3+: Medusa
- M4: Pericles (base, vanguard, raider e sentinel)
- M5: Pegasus (base, vanguard, raider e sentinel)
- M6: Nemesis
- M7: Hyperion
- TL: Ercules
- TS: Demeter (base, tanker, hauler, super cargo e miner)
- TP: Hermes (base e hauler)

#### Split
- M1: Raptor
- M2: Phyton
- M3: Mamba (base, vanguard e raider)
- M3+: Chimera
- M4: Scorpion (base, vanguard, raider e sentinel)
- M5: Jaguar (base, vanguard, raider e hauler)
- M6: Dragon
- TL: Elephant
- TS: Caiman (base, tanker, hauler, super cargo e miner)
- TP: Iguana (base e vanguard)

#### Teladi
- M1: Condor
- M2: Phoenix
- M3: Falcon (base, vanguard, sentinel e hauler)
- M4: Buzzard (base, vanguard, sentinel e hauler)
- M5: Harrier (base, vanguard, sentinel e hauler)
- M6: Osprey
- TL: Albatross
- TS: Vulture (base, tanker, hauler, super cargo e miner)
- TP: Toucan (base e hauler)

#### Pirati
- M3: Nova pirata (base e raider) e Falcon pirata (base e vanguard)
- M4: Buzzard pirata (base, vanguard e hauler) e Buster pirata (base e hauler)
- M5: Harrier pirata (base, vanguard, hauler e raider)

#### Xenon
- M1: J
- M2: K
- M3: L
- M3+: LX
- M4: M
- M5: N
- M6: P

#### Kha'ak
- M1: Carrier
- M2: Incrociatore
- M3: Caccia
- M4: Intercettatore
- M5: Ricognitore

#### Yaki
- M3: Susanowa (base e hauler)
- M4/M5: Raijin (base, raider e sentinel)

#### Terrestri
- M1: Odin
- M3: Thor
- M4: Mjolnir
- M5: Valkyrie